# ふたり (大貫妙子の曲)
「ふたり」は、1981年1月21日に発売された大貫妙子の5枚目のシングル。A面曲はアルバム『ROMANTIQUE』からリカットされた。

## 概要
A面曲「ふたり」はアルバム『ROMANTIQUE』からのシングルカットで、ロシア・モスクワでの別離をテーマにした楽曲。加藤和彦が編曲を、清水信之がストリングス・アレンジを担当しており、序盤からのヨーロピアン風の曲調から、終盤へと向かうに従って徐々にサンバ調のリズムへと変化していく展開が特徴の1曲となっている。演奏にはムーンライダーズのメンバーが多数参加している。
B面曲「愛にすくわれたい」もサンバ調のアレンジが施された楽曲で、元々はシングルA面用に書かれたものであるが結果的にB面になったという。シングルレコードがリリースされて以降は長きに亘りCD化されていなかったが、2006年12月20日に『ROMANTIQUE』の紙ジャケット・リマスター盤(Taeko Ohnuki RCA Years Paper Sleeve Collection)が発売された際にボーナス・トラックとして収録、漸く初CD化された(規格品番はBVCK-37118)。

## 収録曲
両曲とも作詞・作曲: 大貫妙子
1. ふたり (3:48)
編曲: 加藤和彦 / ストリングス編曲: 清水信之
2. 愛にすくわれたい (3:11)
編曲: 清水信之

## 参加ミュージシャン

### ふたり
- Acoustic Piano, KORG Σ: 岡田徹
- Electric & Acoustic Guitars: 白井良明
- Classic Guitar: 加藤和彦
- Bass: 鈴木博文
- Drums, Synthesizer Drums: 橿淵哲郎
- Percussion: ペッカー橋田
- Trombone: 向井滋春
- Background Vocals: 大貫妙子、横山博子、日笠雅子、佐藤奈々子、桶田賢一、小川英則、東郷寛路、戸田吉則、小川秀之

### 愛にすくわれたい
- Keyboards: 清水信之
- Guitar: 青山徹
- Bass: 奈良敏博
- Drums: 島村英二
- Background Vocal: 松下誠